# Eddie Schroeder
Edward Julius „Eddie“ Schroeder (* 20. Januar 1911 in Chicago; † 1. Dezember 2005 in Tucson) war ein US-amerikanischer Eisschnellläufer.
Schroeder lief in der Saison 1931/32 bei den Olympischen Winterspielen 1932 in Lake Placid auf den achten Platz über 10.000 m und bei der Mehrkampf-Weltmeisterschaft 1932 in Lake Placid auf den sechsten Rang. Bei der Mehrkampf-Weltmeisterschaft im folgenden Jahr in Oslo errang er den vierten Platz. Im Jahr 1934 wurde er nordamerikanischer Meister im Mehrkampf. In der Saison 1935/36 belegte er bei den Olympischen Winterspielen 1936 in Garmisch-Partenkirchen den 15. Platz über 5000 m, den 12. Rang über 1500 m und den achten Platz über 10.000 m. Bei der Mehrkampf-Weltmeisterschaft 1936 in Davos holte er die Bronzemedaille.

## Persönliche Bestleistungen
| Disziplin | Zeit        | Datum            | Ort   |
| --------- | ----------- | ---------------- | ----- |
| 500 m     | 44,4 s      | 1. Februar 1936  | Davos |
| 1500 m    | 2:21,0 min  | 1. Februar 1936  | Davos |
| 5000 m    | 8:29,8 min  | 5. Februar 1933  | Hamar |
| 10.000 m  | 17:27,9 min | 11. Februar 1933 | Oslo  |